# Bore Line

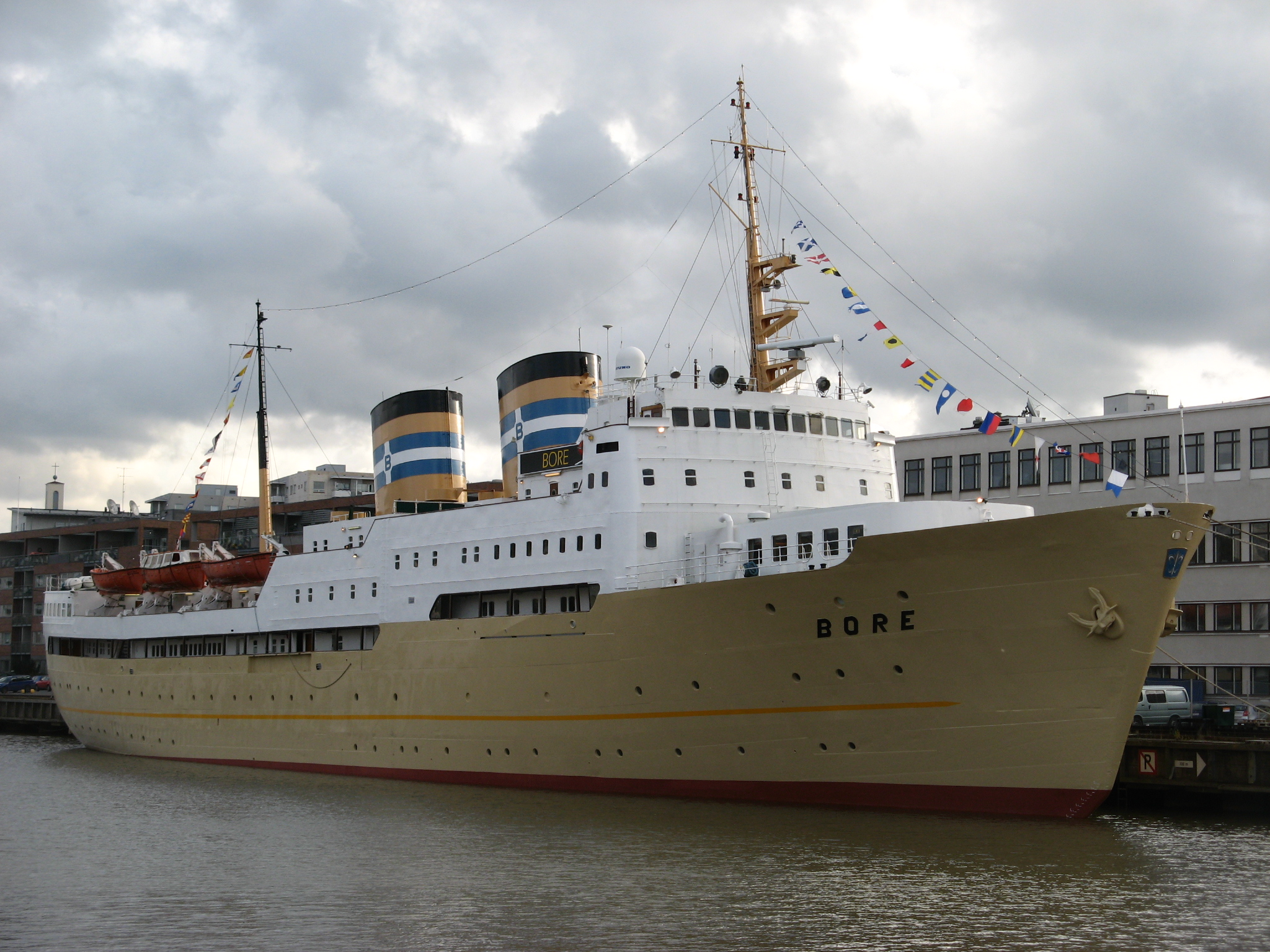
Das 1960 gebaute Passagierschiff Bore

Die finnische Reederei Bore Line bestand von 1897 bis 1991.

## Geschichte
Gegründet wurde das Unternehmen 1897 als Ångfartyg A/B Bore (deutsch: Dampfschiffahrts-Aktiengesellschaft Bore, international bekannt auch als Bore Steamship Company). Die Reederei beschäftigte sich zunächst mit Diensten von und nach Turku in Finnland, hauptsächlich nach Mariehamn und Stockholm in Schweden. In späteren Jahren weitete das Unternehmen seine Liniendienste aus, konzentrierte sich dabei aber etwa 70 Jahre auf Passagierschiffslinien von Turku und Helsinki. Dabei wurde unter anderem auch eine Linie nach Lübeck unterhalten.
Bore zählte 1904 zu den Gründungsgesellschaften der Silja Line. Nach dem Ersten Weltkrieg begann die Bore Steamship Company zunehmend auch als Frachtschiffsreederei zu fungieren. In den Jahren 1927 bis 1965 zählte Bore zu den Betreibern der Finland South America Line.
Ab 1980 konzentrierte sich die Ångfartyg A/B Bore ausschließlich auf den Frachtverkehr. Nachdem die Reederei 1987 vollständig von der finnischen Rettig Group übernommen worden war, änderte sich der Name auf Bore Line. Im Jahr 1991 übertrug man den Schiffsbetrieb an Finnlines.
2016 verkaufte die Rettig Group ihr Reedereigeschäft mit neun RoRo-Schiffen an Spliethoff.